# Cayo Pompeyo Longo Galo
Cayo o Gayo Pompeyo Longo Galo  (m. c. 60) fue un senador del Imperio romano, que desarrolló su carrera hacia mediados del siglo I, alcanzando el honor del consulado.

## Familia y carrera política
Era hijo de Publio Pompeyo. Fue designado consul ordinarius en 49, por voluntad del emperador Claudio. Después, fue nombrado procónsul de la provincia Asia. Debió fallecer poco después, hacia 60.